# Pawel Alexejewitsch Below

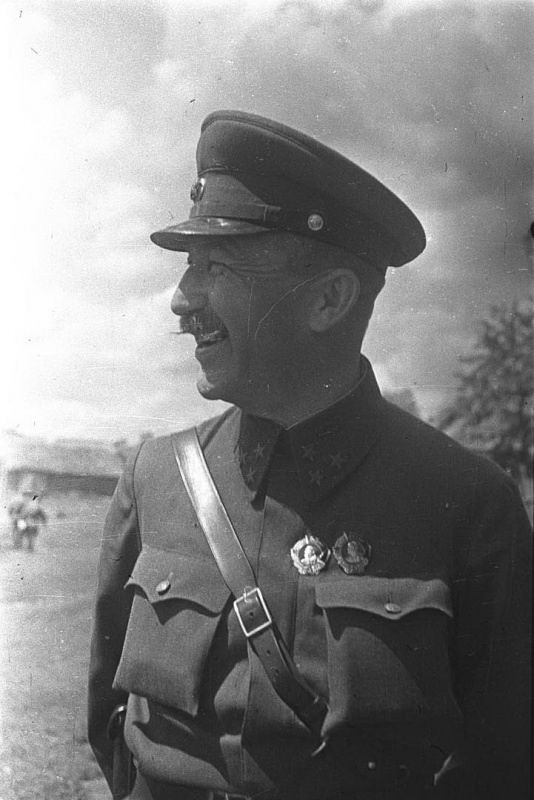
Pawel Alexejewitsch Below

Pawel Alexejewitsch Below (russisch Павел Алексеевич Белов; * 6. Februarjul. / 18. Februar 1897greg. 1897 in Schuja; † 3. Dezember 1962 in Moskau) war ein  sowjetischer Generaloberst und 1944 Held der Sowjetunion.

## Leben
Pawel Below wurde in der damaligen Woiwodschaft Wladimir (heute Oblast Iwanowo) als Sohn eines Fabrikarbeiters geboren. Er arbeitete später als Telegrafist am Bahnhof Iwanowo von Wosnessensk.
Im Kriegsjahr 1916 wurde er in die russischen Armee eingezogen und kämpfte in einem Husarenregiment. 1918 trat er in  die Rote Armee ein und nahm ab Juli 1919 am Russischen Bürgerkrieg teil. Ab März 1920 - war er Zugführer im 1. Reserve-Kavallerieregiment der Südfront, ab September 1920 dann Adjutant, ab Oktober 1920 Schwadronschef und ab November 1920 stellvertretender Kommandeur dieses Regiments. Von April 1922 bis 1926 war er Kommandeur des 81. Reiter-Regiments der 14. Kavallerie-Division. Im Jahr 1927 absolvierte er einen Weiterbildungslehrgang für Offiziere und wurde im selben Jahr zum Kommandeur einer selbständigen Kavallerie-Brigade ernannt. Im Jahr 1930 wurde er stellvertretender Stabschef des Moskauer Militärbezirks. Seit Juni 1931 war er Mitglied des Kriegsrats und Beauftragter für besondere Aufgaben und ab August 1932 fungierte er bei der Roten Armee als Assistent des Inspekteur der Kavallerie. Im Jahr 1933 absolvierte er die Frunse-Militärakademie, wurde im Januar 1934 zum stellvertretender Kommandeur und ab Juli 1935 zum Kommandeur der 7. Kavalleriedivision ernannt. Am 26. November 1935 erhielt er den Rang eines Brigade-Kommandeurs. Im April 1936 wurde er neuerlich zum stellvertretenden Kommandeur und im Januar 1937 erneut zum Kommandeur dieser Division bestellt. Von Juli 1937 bis Oktober 1940 besetzte er die Position des Stabschefs des 5. Kavalleriekorps im Militärbezirk Leningrad, im Juli 1939 wurde sein Korps in den Kiewer Militärbezirk verlegt.
Zu Beginn des Zweiten Weltkrieges nahm er im September 1939 mit seinem 5. Kavalleriekorps bei der sowjetischen Invasion in Polen teil und wurde am 4. Juni 1940 zum Generalmajor befördert. Ab Oktober 1940 befehligte er die 96. Gebirgsdivision. Im März 1941 wurde er zum Kommandeur des 2. Kavalleriekorps ernannt. Zu Beginn des Vaterländischen Krieges war sein Kavalleriekorps (5. und 9. Kavallerie-Division) Teil der Südfront. Während des Unternehmen München sicherte seine Reiterei den Rückzug der 9. und 18. Armee aus dem Raum Tiraspol über den Dnjster.
Später wurde das Kavalleriekorps zur Verteidigung von Moskau an den Mittelabschnitt zur Brjansker Front verlegt. Im November und Dezember 1941 führte er einen erfolgreichen Abwehrkampf gegen die deutschen Angreifer in der Schlacht um Tula, wofür seine Verbände mit dem Titel 1. „Garde“-Kavalleriekorps ausgezeichnet wurde. Am 2. Januar 1942 wurde Below zum Generalleutnant ernannt. Während der Rschew-Wjasmaer Operation (1942) kämpfte das 1. Garde-Kavalleriekorps mehr als fünf Monate lang tief hinter den feindlichen Linien. Zusammen mit Partisanen und Fallschirmtruppen durchschnitt und bedrohte die „Gruppe Below“ die beiden Lebensadern der vier Armeen der Heeresgruppe Mitte. Auf der Rollbahn Roslawl-Juchnow und der Straße Smolensk-Wjasma musste der Nachschub in einen monatelangen, aufreibenden Kampf im Geleitzugsystem durchgekämpft werden.
Am 25. Mai war die „Sondergruppe des Generals Below“ unter Führung Belows gebildet worden, zu der neben dem 1. Garde-Kavalleriekorps (5. und 6. Garde-Kavallerie-Division), auch die 329. Schützendivision, Teile des 4. Luftlandekorps und die 1. und 2. Partisanendivision gehörten.
Zur Vernichtung dieser Gruppe führte die Wehrmacht die Unternehmen „Hannover I“ (24. Mai bis 30. Mai 1942) und „Hannover II“ (3. Juni bis 16. Juni 1942) durch, bei denen Belows Truppen mehrfach entkamen. Am Ende gelang es Teilen, sich durch die Frontlinie zu den eigenen Truppen zurückzuschlagen. Generalstabschef Franz Halder notierte am 16. Juni 1942:

„Bei H.Gr. Mitte ist Below erneut ausgebrochen in Richtung Kirow. Für uns kein Ehrenblatt!“

Bei den beiden Unternehmen wurden gegen Belows 20.000 Mann sieben deutsche Divisionen eingesetzt. Es handelte sich um das XXXXVI. Panzerkorps (23. Infanteriedivision, 197. Infanteriedivision, 5. Panzerdivision), das XXXXIII. Armeekorps (34. Infanteriedivision, 19. Panzerdivision) und das XII. Armeekorps (131. Infanteriedivision) sowie die 221. Sicherungsdivision. Halder notierte am 17. Juni 1942:

„Das Kavalleriekorps Below geistert jetzt westlich Kirow herum. Der Mann hat immerhin im ganzen 7 deutsche Divisionen in Bewegung gesetzt.“

Hitlers Adjutant Nicolaus von Below berichtet, das Hitler ihn mehrfach ermahnt habe er „solle meinen ‚Vetter’ endlich zur Raison bringen!“
Im Juni 1942 wurde Below zum Kommandeur der 61. Armee ernannt, die bei der neuen Formation der Brjansker Front eingesetzt war. Seine Truppen drangen infolge des Sieges in der Orjoler Operation über Tschernigow bis östlich von Mosyr durch.
In der Zeit vom 26. September bis 1. Oktober 1943 erzwangen Einheiten seiner Armee nördlich von Kiew den Übergang des Dnejpr, worauf in der Nähe von Ljutesch ein Brückenkopf am rechten Ufer des Flusses errichtet wurde. Am 15. Januar 1944 wurde er mit dem Titel eines Helden der Sowjetunion ausgezeichnet und am 26. Juli 1944 erhielt er den Rang eines Generalobersten.
Zu Kriegsende 1945 kämpften sich seine Truppen über Warschau und Posen nach Ostpommern vor. Seine 61. Armee wurde schließlich im Rahmen der 1. Weißrussischen Front noch bei der Berliner Operation eingesetzt.
Nach dem Krieg wurde Generaloberst Below von 1945 bis 1946 zum Kommandanten des Militärbezirkes Don bestellt, dann kommandierte er bis 1948 den Nordkaukasischen Militärbezirk und abschließlich bis 1955 den Militärbezirk Süd-Ural. 1949 absolvierte er die Höheren Akademischen Kurse an der Höheren Woroschilow-Militärakademie. Im Mai 1955 wurde er Vorsitzender des Zentralkomitees der DOSAAF. Er wurde zum Schluss noch Abgeordneter des Obersten Rates der UdSSR. Ende September 1960 trat er in den Ruhestand, starb 1962 und wurde auf dem Moskauer Nowodewitschi-Friedhof beigesetzt.